# Liste der Kulturgüter in Morbio Inferiore
Die Liste der Kulturgüter in Morbio Inferiore enthält alle Objekte in der Gemeinde Morbio Inferiore im Kanton Tessin, die gemäss der Haager Konvention zum Schutz von Kulturgut bei bewaffneten Konflikten, dem Bundesgesetz vom 20. Juni 2014 über den Schutz der Kulturgüter bei bewaffneten Konflikten sowie der Verordnung vom 29. Oktober 2014 über den Schutz der Kulturgüter bei bewaffneten Konflikten unter Schutz stehen.
Objekte der Kategorien A und B sind vollständig in der Liste enthalten, Objekte der Kategorie C fehlen zurzeit (Stand: 1. Januar 2023).

## Kulturgüter
| Foto |                                                                        | Objekt                                                                                           | Kat. | Typ | Standort                                              | Beschreibung           |
| ---- | ---------------------------------------------------------------------- | ------------------------------------------------------------------------------------------------ | ---- | --- | ----------------------------------------------------- | ---------------------- |
| ja   | Datei hochladen · Wikidata zu Santa Maria dei Miracoli (Q2223079)      | Wallfahrtskirche Santa Maria dei Miracoli / Santuario di Santa Maria dei Miracoli KGS-Nr.: 05624 | A    | G   | Salita alla Basilica 722416 / 79240                   |                        |
| ja   | Datei hochladen · Wikidata zu Scuola Media (Q29527440)                 | Mittelschule / Scuola media KGS-Nr.: 09495                                                       | A    | G   | Via Stefano Franscini 30 723191 / 78433               | Architekt: Mario Botta |
| BW   | Datei hochladen · Wikidata zu Mura, Siedlung der Römerzeit (Q29527445) | Mura, Siedlung der Römerzeit / Mura, insediamento di epoca romana KGS-Nr.: 11700                 | A    | F   | Via Vincenzo Vela 722880 / 78002                      |                        |
| ja   | Datei hochladen · Wikidata zu Kirche San Giorgio (Q3670316)            | Kirche San Giorgio / Chiesa di San Giorgio KGS-Nr.: 05623                                        | B    | G   | Via Balbio 722909 / 78604                             |                        |
| ja   | Datei hochladen · Wikidata zu Oratorium San Rocco (Q3667815)           | Oratorium San Rocco / Oratorio di San Rocco KGS-Nr.: 11940                                       | B    | G   | Viale San Rocco / Via Francesco Chiesa 722466 / 79152 |                        |